# Iliá Zajárov
Iliá Leonídovich Zajárov –en ruso, Илья Леонидович Захаров– (San Petersburgo, 2 de mayo de 1991) es un deportista ruso que compitió en saltos de trampolín y plataforma.
Participó en dos Juegos Olímpicos de Verano, en los años 2012 y 2016, obteniendo dos medallas en Londres 2012, oro en la prueba individual y plata en la sincronizada (junto con Yevgueni Kuznetsov).
Ganó siete medallas en el Campeonato Mundial de Natación entre los años 2011 y 2017, y veinte medallas en el Campeonato Europeo de Natación entre los años 2009 y 2018.

## Palmarés internacional
| Juegos Olímpicos   | Juegos Olímpicos         | Juegos Olímpicos  | Juegos Olímpicos       |
| Año                | Lugar                    | Medalla           | Prueba                 |
| ------------------ | ------------------------ | ----------------- | ---------------------- |
| 2012               | Londres (Reino Unido)    | Medalla de oro    | Trampolín 3 m          |
| 2012               | Londres (Reino Unido)    | Medalla de plata  | Trampolín 3 m sincro   |
| Campeonato Mundial |                          |                   |                        |
| Año                | Lugar                    | Medalla           | Prueba                 |
| 2011               | Shanghái (China)         | Medalla de plata  | Trampolín 3 m          |
| 2011               | Shanghái (China)         | Medalla de plata  | Trampolín 3 m sincro   |
| 2013               | Barcelona (España)       | Medalla de plata  | Trampolín 3 m sincro   |
| 2015               | Kazán (Rusia)            | Medalla de plata  | Trampolín 3 m          |
| 2015               | Kazán (Rusia)            | Medalla de plata  | Trampolín 3 m sincro   |
| 2017               | Budapest (Hungría)       | Medalla de oro    | Trampolín 3 m sincro   |
| 2017               | Budapest (Hungría)       | Medalla de bronce | Trampolín 3 m          |
| Campeonato Europeo |                          |                   |                        |
| Año                | Lugar                    | Medalla           | Prueba                 |
| 2009               | Turín (Italia)           | Medalla de plata  | Trampolín 3 m sincro   |
| 2010               | Budapest (Hungría)       | Medalla de plata  | Trampolín 3 m          |
| 2010               | Budapest (Hungría)       | Medalla de plata  | Plataforma 10 m sincro |
| 2011               | Turín (Italia)           | Medalla de oro    | Trampolín 3 m sincro   |
| 2011               | Turín (Italia)           | Medalla de plata  | Trampolín 3 m          |
| 2011               | Turín (Italia)           | Medalla de bronce | Plataforma 10 m sincro |
| 2012               | Eindhoven (Países Bajos) | Medalla de oro    | Trampolín 3 m sincro   |
| 2012               | Eindhoven (Países Bajos) | Medalla de plata  | Plataforma 10 m sincro |
| 2012               | Eindhoven (Países Bajos) | Medalla de bronce | Trampolín 3 m          |
| 2013               | Rostock (Alemania)       | Medalla de oro    | Trampolín 3 m          |
| 2013               | Rostock (Alemania)       | Medalla de oro    | Trampolín 3 m sincro   |
| 2014               | Berlín (Alemania)        | Medalla de oro    | Trampolín 3 m sincro   |
| 2014               | Berlín (Alemania)        | Medalla de plata  | Trampolín 3 m          |
| 2015               | Rostock (Alemania)       | Medalla de oro    | Trampolín 3 m sincro   |
| 2015               | Rostock (Alemania)       | Medalla de bronce | Trampolín 3 m          |
| 2016               | Londres (Reino Unido)    | Medalla de plata  | Trampolín 3 m sincro   |
| 2017               | Kiev (Ucrania)           | Medalla de oro    | Trampolín 3 m          |
| 2017               | Kiev (Ucrania)           | Medalla de oro    | Trampolín 3 m sincro   |
| 2018               | Glasgow (Reino Unido)    | Medalla de oro    | Trampolín 3 m sincro   |
| 2018               | Glasgow (Reino Unido)    | Medalla de plata  | Trampolín 3 m          |